# Кьопрюлю
Кьопрюлю (на турски: Köprülü; на албански: Qyprilliu) е най-известната управляваща династия в Османската империя, в периода от втората половина на XVII век и първата половина на XVIII век. Изследователите са на мнение, че коренът на управляващата фамилия идва от Албания, но Кьопрюлю е османското название на град Велес.

## Начело на империята
Кьопрюлю излъчват седем велики везира, както и няколко висши военни командири на еничарския корпус. Тяхното управление е белязано от опитите за спиране процесите на децентрализацията в империята, въвеждане на строги административни мерки, целящи да подобрят събираемостта на приходите към фиска с ограничаване на корупцията, както и от продължаване на активната военна експанзия към Централна Европа, която завършва с фиаско в битката при Виена.
Първият представител на фамилията – Кьопрюлю Мехмед паша посегнал на свещените вакъфски имоти, като съдействал за възстановяване на османския флот, като сина му Фазъл Ахмед паша успял да постигне прелом в Критската война, завладявайки остров Крит. По времето на Фазъл Ахмед паша, австрийските Хабсбурги, претърпели поражения през 1663/64 г., които охладили амбициите им за прелом във военните действия в Панонската низина.

## Представители
| име                  | живот         | Велик везир | при султан             | родно място    | лобно място    | събития в или с участието на Османската империя | Забележки                                                    |
| -------------------- | ------------- | ----------- | ---------------------- | -------------- | -------------- | --- | ------------------------------------------------------------ |
| Кьопрюлю Мехмед паша | 1583 – 1661   | 1656 – 1661 | Мехмед IV              | Рошник         | Одрин          | от 1650 г. бейлербей на Анадола; от 1660 г. поставя Трансилвания под османски васалитет | необразован; силно волеви                                    |
| Фазъл Ахмед паша     | 1635 – 1676   | 1661 – 1676 | Мехмед IV              | Велес          | Одрин          | мирмиран на Анадола; градоначалник на Дамаск; през 1661 г. учредява длъжността „велик драгоман“; печели кандийската война; с успешната полско-турска война (1672–1676) Османската империя достига най-голямото си териториално разширение в историята; Йерусалимски събор (1672) с установяване на дипломатически връзки с Руското царство               | духовник; най-успешният османски държавник за всички времена |
| Кара Мустафа         | 1634 – 1683   | 1676 – 1683 | Мехмед IV              | Мерзифон       | Белград        | Капудан паша; предизвикал Голямата турска война и загубил битката при Виена | без кръвна връзка с рода                                     |
| Абаза Сиявуш паша    | неизв. – 1688 | 1687 – 1688 | Мехмед IV, Сюлейман II | Абхазия        | Константинопол | наместник в Диарбекир и Алепо; с няколко победи в Голямата турска война; сваля от власт Мехмед IV; убит от яничарите и гражданите на Константинопол | без кръвна връзка с рода; бивш слуга на Кьопрюлю Мехмед паша |
| Фазъл Мустафа паша   | 1637 – 1691   | 1689 – 1691 | Сюлейман II, Ахмед II  | Велес          | Сланкамен      | участник в кандийската и полската войни; преминал последователно от шести везир във велик везир; успява да спаси османската армия от пълен разгром в битката при Мохач (1687); връща на османците последователно Пирот, Ниш, Смедерево, Белград, Петроварадин, но загива в битката при Сланкамен                                                         | син на Кьопрюлю Мехмед паша; духовник                        |
| Хюсеин паша Кьопрюлю | ум. 1702      | 1697 – 1702 | Мустафа II             | Суворово       | Силиврия       | бейлербей на Галиполи и каймакам на Истанбул и Белград; капудан паша; идеолог на мира от Карловац /като за целта лансирал за велик драгоман Александър Маврокордат/ и на Константинополския мирен договор (1700) – по силата на който се установяват дипломатически отношения с Руското царство, а Петър Велики се освобождава за Великата северна война | племенник на Кьопрюлю Мехмед паша                            |
| Нуман паша Кьопрюлю  | ум. 1719      | 1710 – 1711 | Ахмед III              | Константинопол | Ираклио        | от 1700 г. е везир; мирмиран и бейлербей на Анадола; жени се за Айше султан, дъщеря на Мустафа II; наместник в Евбея, Крит, Босна, бейлербей на Янински еялет и командир на османския гарнизон на Белград; велик везир при кризата с Карл XII с цел предотвратяване на последвалата Прутска война                                                        | син на Фазъл Мустафа паша                                    |
| име                  | живот         | везир       | при султан             | родно място    | лобно място    | събития с участието на Османската империя | Забележки                                                    |
| Кьопрюлю Абдула паша | ум. 1735      | 1723 – 1735 | Ахмед III, Махмуд I    | неизв.         | Егвард         | паша на Смирна, мирмиран, санджакбей и бейлербей в Анадола; след персийско-османската война (1722 – 1727) е бейлербей на Сидон, Крит и Египет; командир на османския гарнизон на Бендери; загива в битката при Егвард по време на персийско-османската война (1730 – 1736)                                                                               | син на Фазъл Мустафа паша                                    |